# شهرستان فرانکلین (واشینگتن)
شهرستان فرانکلین، واشینگتن (به انگلیسی: Franklin County, Washington) یک شهرستان در ایالات متحده آمریکا است که در ایالت واشینگتن واقع شده‌است.

## خصوصیات
شهرستان فرانکلین ۳٬۲۷۶٫۳۵ کیلومترمربع مساحت دارد.